# NDUFS6
NADH desidrogenase [ubiquinona] proteína ferro-enxofre 6, mitocondrial é uma enzima que em humanos é codificada pelo gene NDUFS6.

## Função
A NADH: ubiquinona oxidoredutase (complexo I) é o primeiro complexo enzimático da cadeia de transporte de elétrons das mitocôndrias.

## Significado clínico
Mutações no gene NDUFS6 estão associadas à deficiência do complexo I mitocondrial e são herdadas de maneira autossômica recessiva. Essa deficiência é o defeito enzimático mais comum dos distúrbios da fosforilação oxidativa.